# LSPM J0207+3331
LSPM J0207+3331 är en ensam stjärna belägen i mellersta delen av stjärnbilden Triangeln. Den har en högsta skenbar magnitud av ca 16,6 (J) och kräver ett kraftfullt teleskop för att kunna observeras. Baserat på uppmätt parallax på ca 22,5 mas beräknas den befinna sig på ett avstånd av ca 145 ljusår (ca 44,6 parsec) från solen.

## Observation
Stjärnan upptäcktes i oktober 2018 av en volontär som deltog i Backyard Worlds citizen science project. Fram till 2021 var det den äldsta och kallaste vita dvärgen som var känd för att omges av en stoftskiva. Den vita dvärgen WD 2317+1830 med en upptäckt disk är minst dubbelt så gammal och omkring 2 000 K kallare.

## Egenskaper

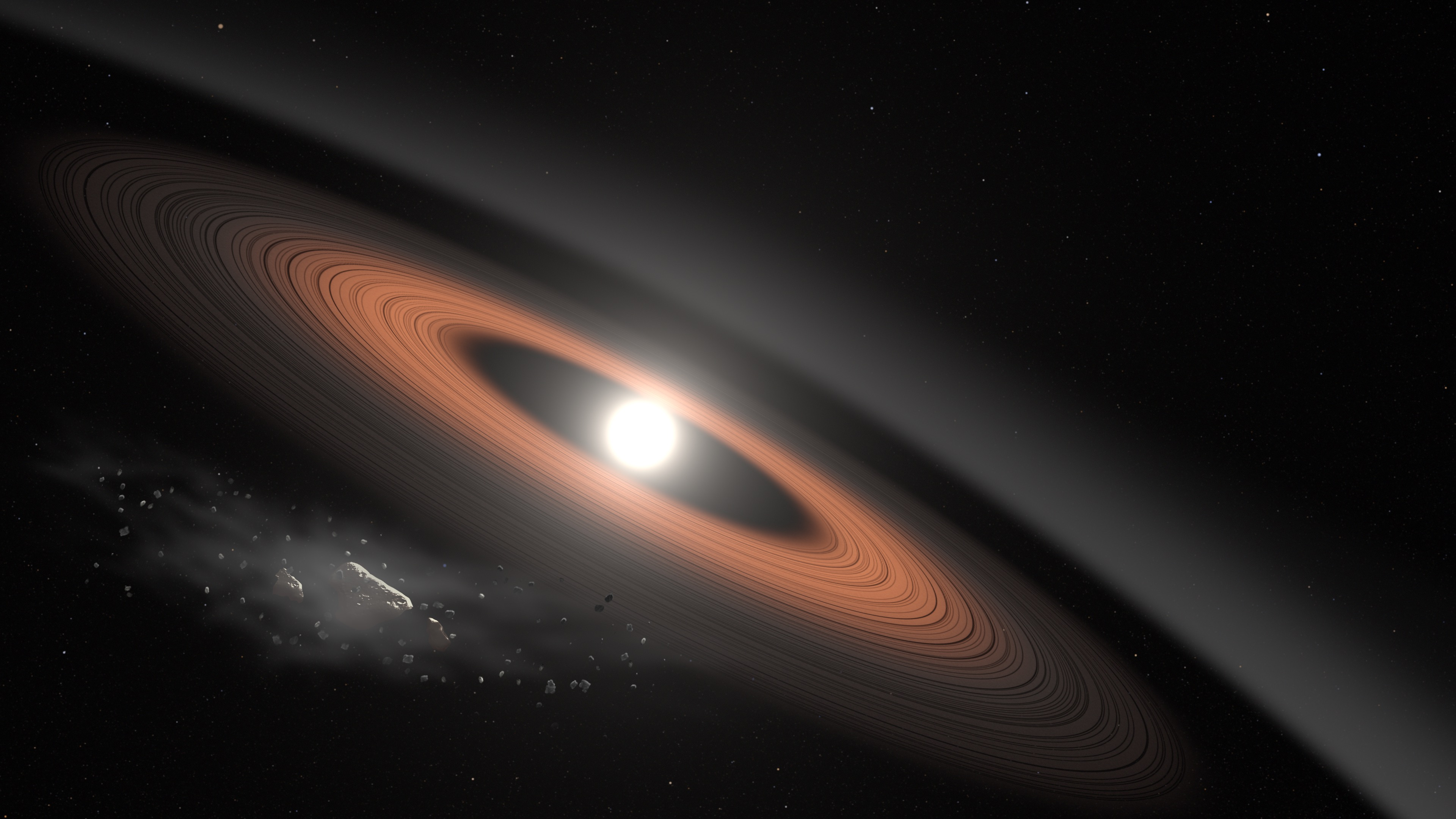
Konstnärens intryck
Kredit: NASA:s Goddard Space Flight Center/Scott Wiessinger

LSPM J0207+3331 är en vit dvärgstjärna av spektraltyp DA. Den har en massa av ca 0,69 solmassa, en radie av ca 0,011 solradie och har en effektiv temperatur av ca 6 100 K. Förekomsten av Paschen Beta-linje i ett nära infrarött spektrum från Keck-observatoriet hjälpte till att fastställa att atmosfären i LSPM J0207 domineras av väte ( spektraltyp DA). På grund av den inre stoftskivan runt den vita dvärgen bör man räkna med att atmosfären har en hel del andra grundämnen och att den är en metallförorenad vit dvärg. För att bekräfta denna hypotes krävs det att man tar ett optiskt spektrum av den vita dvärgen.
Stjärnan har en omgivande stoftskiva trots att den är 3 miljarder år gammal. Överskottet av infraröd i spektrumet överensstämmer med två ringar vid olika temperaturer: en yttre kallare ring med en temperatur på 480 K och en innerring med en temperatur på 550–1 400 K. Den kan vara en stoftskiva skapad av asteroider som brutits isär av stjärnans gravitation.
På grund av att den inre kanten av den inre skivan är belägen nära sublimeringsradien för fayalit och järn, föreslås det att den inre skivan är sammansatt av dessa material. Det är dock inte uteslutet att forsterit är en komponent i den inre skivan.